# Clusiosoma papuaense
Clusiosoma papuaense es una especie de insecto del género Clusiosoma de la familia Tephritidae del orden Diptera.

## Historia
Hardy la describió científicamente por primera vez en el año 1986.